# Belidži
Belidži (in russo Белиджи?) è un insediamento di tipo urbano della Russia situato nel Daghestan. Fa parte del distretto Derbentskij.
L'insediamento si trova a 20 km a sud della città di Derbent. A nord-est confina con il villaggio di Belidži, che forma un'entità municipale separata.